# 盛綸
盛綸（1417年—？），字以端，直隸松江府華亭縣人，民籍。明朝政治人物。

## 生平
正統六年（1441年）辛酉科應天府鄉試第三十一名。正統十三年（1448年）戊辰科會試第一百四十二名，殿試登進士第三甲第五十一名，授兵部主事，改工部，累官江西參政。

## 家族
曾祖盛彥吉。祖父盛德謙。父亲盛禮聞。